# Daihachi Okamura
Daihachi Okamura (岡村 大八?, Okamura Daihachi; Tokyo, 15 febbraio 1997) è un calciatore giapponese, difensore del Machida Zelvia.